# Pete Hegseth
Peter Brian Hegseth (født 6. juni 1980) er en amerikansk tidligere soldat og tv-vært, der siden 25. januar 2025 har været USA's forsvarsminister.

## Karriere
Hegseth tog en bachelorgrad fra Princeton University i 2003 og en kandidatgrad fra Harvard University i 2013. Ind imellem de to uddannelser var han soldat i den amerikanske hær, hvor han blandt andet har været udstationeret i Guantanamo Bay, Irak og Afghanistan.
Ved udnævnelsen til forsvarsminister havde Hegseth i de seneste otte år været tv-vært på den konservative tv-station Fox News. Tidligere havde han været direktør for "Vets for Freedom" og "Concerned Veterans for America", som begge er konservative interesseorganisationer for amerikanske veteraner.

## Udnævnelse til forsvarsminister
Hegseth blev betragtet som et kontroversielt valg til posten som forsvarsminister, da Trump offentliggjorde navnet på sin kandidat. Det skyldtes ikke mindst, at Hegseth tidligere var blevet kritiseret som følge af anklager om alkoholmisbrug og påstande om seksuelle overgreb. Ifølge Hegseths advokat havde han tidligere indgået et forlig, hvor han betalte et uoplyst pengebeløb til en kvinde, der havde indgivet en voldtægtsanklage mod ham i 2017. Hegseth blev desuden beskyldt for at have misforvaltet de to veteranorganisationer, han havde været direktør for. Det blev også bemærket, at Hegseth havde betydelig mindre militær erfaring end sine nærmeste forgængere på posten, og modsat disse ingen erfaring i ledende stillinger i US Army.
Hegseth blev lige akkurat accepteret af det amerikanske senat, der skal godkende udpegelsen af ministre. Ved afstemningen om ham var der stemmelighed i senatet, idet 50 stemte for og 50 imod valget af Hegseth. I det tilfælde var vicepræsident J.D. Vances stemme som ordstyrer for senatet afgørende, og han stemte for Hegseth. Ifølge nyhedsbureauet Reuters var Hegseth blot den anden ministerkandidat i historien, som blev stemt igennem som minister, efter at der var opstået stemmelighed i senatet.